# Іван Крастев
Іван Йотов Крастев (болг. Иван Йотов Кръстев; нар. 1 січня 1965, Луковит) — болгарський політичний аналітик, експерт у галузі міжнародних відносин, дослідник посткомуністичної ситуації в Росії і країнах Східної Європи.

## Біографія та кар'єра
Закінчив Софійський університет. Голова правління Центру ліберальних стратегій (Софія), науковий співробітник Інституту гуманітарних наук (IWM, Відень). Один із засновників і член Європейської ради з міжнародних відносин. Викладав в Центрально-Європейському університеті в Будапешті та в Інституті Ремарка (Нью-Йоркський університет). З 2004 був виконавчим директором Міжнародної комісії з Балкан, яку очолював Джуліано Амато. У 2005-2011 — головний редактор журналу Foreign Policy България. Член редакційної ради журналів Europe's World і Transit — Europäische Revue. Широко публікується в болгарській та світовій пресі. У співавторстві з американським правознавцем Стівеном Голмсом видав книгу про російську політику The Light that Failed: A Reckoning, за яку обидва автори були відзначені Премією Лайонела Ґелбера за 2020 рік.

## Книги
- Shifting Obsessions: Three Essays on the Politics of Anticorruption (2004)
- Nationalism after communism: lessons learned (2004, співредактор)
- The Anti-American Century (2007, співредактор)
- What does Russia think? (2009, співредактор)
- The spectre of a multipolar Europe (2010, у співавторстві)

## Визнання
У 2008 — єдиний представник Болгарії — зайняв 85-е місце в списку ста провідних публічних інтелектуалів світу, розробленому британським журналом Prospect і американським журналом Foreign Policy.